# اختصاص حافظه ایستا
اختصاص حافظه ایستا (به انگلیسی: Static memory allocation) اشاره به روند اختصاص دادن حافظه اصلی در زمان کامپایل و قبل از اجرا شدن برنامه دارد. این تکنیک، برخلاف تکنیک‌های اختصاص حافظه پویا و اختصاص حافظه خودکار است که حافظه اصلی در زمان اجرای برنامه به آن اختصاص می‌یابد.